# Mock the week
Mock the week er en britisk satirisk quiz der har kørt i 19 sæsoner. Man diskuterer ud fra en humoristisk vinkel ugens nyheder og svarer på spørgsmål om overskrifter.
Af faste runder kan f.eks. nævnes: "Scenes we'd like to see", "Spinning the news" (også kaldet "Newewheel"), "If this is the answer, what is the question?" og "Headliners". Programmet har udgivet en dvd, der hedder Too Hot For Tv med fraklip o.l.

## Deltagere/Panel
Dara Ó Briain er vært på programmet. De faste deltagere (på engelsk regulars) er Frankie Boyle og Hugh Dennis, der altid har været en del af det ene hold, og ligeledes har Andy Parsons altid været på det andet hold. I de første 2 sæsoner var Rory Bremner ligeledes fast gæst. Senere blev Russell Howard fast deltager med Andy Parsons. Russell var senere væk i noget tid grundet andre projekter, og Frankie forlod senere showet. Andy Parsons har ligeledes også forladt programmet. Hugh Dennis er den eneste faste deltager, der har været med i alle afsnit. De øvrige deltagere skifter hver uge. Dog er det ofte de samme, der vender tilbage til programmet. Nogle af dem, der ofte har været på besøg er Adam Hills, Mark Watson, Ed Byrne, David Mitchell og Jack Whitehall. I starten var John Oliver (der senere blev en del af The Daily Show) også tit med i programmet.

## Kontrovers
En af grundene til at Mock the Week er blevet stort og har fået meget omtale, succes, kritik m.m. er på grund af Frankie Boyle, der er en af Englands mest provokerende komikere. Boyle har i showet bl.a. lavet jokes om Diana og Michael Jackson. På et besøg i et radioprogram fortalte Frankie Boyle en joke om dronningen, der skabte skandale og diskussion i England. Han fortalte den også i Mock The Week, men denne blev klippet ud. Han forlod showet i 2009.